# 368
Правління Валентиніана I у Західній Римській імперії й Валента в Східній Римській імперії. У Китаї правління династії Цзінь. В Індії правління імперії Гуптів. У Японії триває період Ямато. У Персії править династія Сассанідів.
На території лісостепової України Черняхівська культура. У Північному Причорномор'ї готи й сармати. Історики VI століття згадують плем'я антів, що мешкало на території сучасної України приблизно з IV сторіччя.

## Події
- Землетрус у Нікеї.
- Валентиніан I з військами перейшов Рейн і провів широкомастабний наступ на алеманів.
- У Британії пікти, скоти й сакси розграбували Лондон, але до кінця року римські війська витіснили їх зі своєї території й почали готувати каральну операцію проти Ірландії.